# Söngvakeppnin
Il Söngvakeppnin (noto fino al 2012 come Söngvakeppni Sjónvarpsins) è un festival musicale e concorso canoro islandese, organizzato su base annuale e trasmesso da Ríkisútvarpið (RÚV). Dalla sua prima edizione nel 1986 ha funto da metodo di selezione nazionale per il rappresentante dell'Islanda all'Eurovision Song Contest.

## Storia
Il concorso si è tenuto la prima volta nel 1986, quando l'Islanda fece il suo debutto all'Eurovision Song Contest. Da allora, Ríkisútvarpið ha utilizzato il festival per la scelta del rappresentante nazionale, ma durante le sue partecipazioni ha anche utilizzato delle selezioni interne, principalmente dal 1995 al 1999, nel 2004 nel 2005 e nel 2021.
Il festival consiste in una competizione con artisti nazionali, dai 5 ai 10 brani in competizione. La maggior parte delle edizioni della competizione è stata un evento di una notte, tuttavia a partire dal 2006 il concorso consiste in due semifinali ed una finale.
È ben noto che nonostante la competizione, l'emittente aveva sempre l'ultima parola prima di partecipare all'Eurovision Song Contest. Ad esempio nell'edizione del 1986, oltre al vincitore Pálmi Gunnarsson, vennero selezionati internamente dall'emittente Eiríkur Hauksson e Helga Möller, formando il gruppo musicale ICY. Oppure nel 1994 quando l'emittente non era soddisfatta della qualità del brano e dalle abilità canore dell'artista vincitrice, annunciando un nuovo arrangiamento del pezzo e la scelta di un nuovo artista per la kermesse.
Con il vecchio regolamento dell'Eurovision Song Contest che obbligava di cantare in una delle lingue nazionali del Paese partecipante, tutti i brani al concorso erano presentati in lingua islandese, tuttavia la maggior parte dei brani venivano tradotti in inglese per la manifestazione europea.
Dal 2008 invece, gli artisti possono presentare due versioni del brano. Infatti, i partecipanti propongono il loro pezzo in islandese durante le semifinali, mentre nella finale hanno la possibilità di scegliere la versione con cui intendono partecipare all'Eurovision Song Contest.

## Edizioni
| Anno | Vincitore                                           | Brano                 | Brano              |
| Anno | Vincitore                                           | Versione islandese    | Versione inglese   |
| ---- | --------------------------------------------------- | --------------------- | ------------------ |
| 1986 | Pálmi Gunnarsson                                    | Gleðibankinn          | -                  |
| 1987 | Halla Margrét Árnadóttir                            | Hægt og hljótt        | -                  |
| 1988 | Sverrir Stormsker & Stefán Hilmarsson               | Þú og þeir (Sókrates) | -                  |
| 1989 | Daníel Ágúst Haraldsson                             | Það sem enginn sér    | -                  |
| 1990 | Sigríður Beinteinsdóttir & Grétar Örvarsson         | Eitt lag enn          | -                  |
| 1991 | Stefán Hilmarsson & Eyjólfur Kristjánsson           | Draumur um Nínu       | -                  |
| 1992 | Sigríður Beinteinsdóttir & Sigrún Eva Ármannsdottir | Nei eða já            | -                  |
| 1993 | Ingibjörg Stefánsdóttir                             | Þá veistu svarið      | -                  |
| 1994 | Sigrún Eva Ármannsdóttir                            | Nætur                 | -                  |
| 2000 | Einar Ágúst Víðisson & Telma Ágústsdóttir           | Hvert sem er          | -                  |
| 2001 | Kristján Gíslason & Gunnar Ólason                   | Birta                 | -                  |
| 2003 | Birgitta Haukdal                                    | Segðu mér allt        | Open Your Heart    |
| 2006 | Silvía Nótt                                         | Til hamingju Ísland   | Congratulations    |
| 2007 | Eiríkur Hauksson                                    | Ég les í lófa þínum   | Valentine Lost     |
| 2008 | Eurobandið                                          | Fullkomið líf         | This Is My Life    |
| 2009 | Jóhanna Guðrún Jónsdóttir                           | -                     | Is It True?        |
| 2010 | Hera Björk                                          | -                     | Je ne sais quoi    |
| 2011 | Sigurjón's Friends                                  | Aftur heim            | Coming Home        |
| 2012 | Greta Salóme & Jónsi                                | Mundu eftir mér       | Never Forget       |
| 2013 | Eythor Ingi                                         | Ég á líf              | -                  |
| 2014 | Pollapönk                                           | Enga fordóma          | No Prejudice       |
| 2015 | María Ólafsdóttir                                   | Lítil skref           | Unbroken           |
| 2016 | Greta Salóme                                        | Raddirnar             | Hear Them Calling  |
| 2017 | Svala                                               | Ég veit það           | Paper              |
| 2018 | Ari Ólafsson                                        | Heim                  | Our Choice         |
| 2019 | Hatari                                              | Hatrið mun sigra      | -                  |
| 2020 | Daði & Gagnamagnið                                  | Gagnamagnið           | Think About Things |
| 2022 | Systur                                              | Með hækkandi sól      | -                  |
| 2023 | Diljá                                               | Lifandi inní mér      | Power              |
| 2024 | Hera Björk                                          | Við förum hærra       | Scared of Heights  |
| 2025 | Væb                                                 | Róa                   | -                  |